# Paulilatino
Paulilatino är en ort och kommun i provinsen Oristano i regionen Sardinien i Italien. Kommunen hade 2 207 invånare (2017).